# Exomalopsis tarsalis
Exomalopsis tarsalis är en biart som beskrevs av Timberlake 1980. Exomalopsis tarsalis ingår i släktet Exomalopsis och familjen långtungebin. Inga underarter finns listade i Catalogue of Life.